# 森郁夫 (翻訳家)
森 郁夫（もり いくお、1929年 - 1966年）は、日本の翻訳家。
1954年東京大学独文科卒。英米の推理小説・SFを翻訳した。

## 翻訳
- 『この街のどこかに』（Hell is a City、モーリス・プロクター、早川書房、世界探偵小説全集） 1957
- 『夜の闇のように』（The Darker the Night、ハーバート・ブリーン、早川書房、世界探偵小説全集） 1957
- 『アラビアン・ナイト殺人事件』（The Arabian Nights Murder、J・ディクスン・カー、早川書房、世界探偵小説全集） 1957
- 『死後』（Post Mortem、ガイ・カリンフォード、早川書房、世界探偵小説全集） 1958
- 『火星人ゴー・ホーム』（Martians, Go Home、フレドリック・ブラウン、早川書房、ハヤカワ・ファンタジイ） 1958
- 『マローン御難』（Knocked for a Loop、クレイグ・ライス、早川書房、世界探偵小説全集） 1959
- 『エイプリル・ロビン殺人事件』（The April Robin Murders、クレイグ・ライス,エド・マクベイン、早川書房） 1959
- 『消された時間』（The Longest Second、ビル・S・バリンジャー、早川書房、世界探偵小説全集） 1959
- 『殺人をしてみますか?』（Now, Will You Try for Murder?、ハリイ・オルズカー、早川書房、ハヤカワ・ミステリ） 1959、のちハヤカワ・ミステリ文庫 1978.12
- 『デルチェフ裁判』（Judgment on Deltchev、エリック・アンブラー、早川書房、世界ミステリシリーズ） 1960
- 『変死体』（The Corpse(Death on the Downbeat)、カーター・ブラウン、早川書房、世界ミステリシリーズ） 1960
- 『グレイ・フラノの屍衣』（The Gray Flannel Shroud、ヘンリィ・スレッサー、早川書房） 1960、のち文庫 1978
- 『死への退場』（Exit Dying、ハリイ・オルズカー、早川書房、世界ミステリシリーズ） 1961
- 『ショック』（Impact、ハリイ・オルズカー、早川書房、世界ミステリシリーズ） 1962
- 『最後の賭』（The Last Gamble(The Last Breath)(Murder on Broadway) 、ハロルド・Q・マスル、早川書房、世界ミステリシリーズ） 1962
- 『血の味』（A Taste for Violence 、ブレット・ハリデイ、早川書房、世界ミステリシリーズ） 1962
- 『シェーン真相を追う』（What Really Happened、ブレット・ハリデイ、早川書房、世界ミステリシリーズ） 1963
- 『傷のある女』（リチャード・S・プラザー、早川書房、世界ミステリシリーズ） 1963